# Agathosma pilifera
Agathosma pilifera är en vinruteväxtart som beskrevs av Diederich Franz Leonhard von Schlechtendal. Agathosma pilifera ingår i släktet Agathosma och familjen vinruteväxter. Inga underarter finns listade i Catalogue of Life.